# TFBOYS
TFBOYS（ティー・エフ・ボーイズ、簡体字: 加油男孩、英語: The Fighting Boys）は、中国の3人組男性アイドルグループ。2013年結成。中国初の国産少年アイドルグループ。

## メンバー
| 名前                                      | 画像       | 生年月日               | ニックネーム     | 血液型 | 出身地      | 担当色 | 担当                        | 特技               |
| ----------------------------------------- | ---------- | ---------------------- | ---------------- | ------ | ----------- | ------ | --------------------------- | ------------------ |
| 王俊凱 ワン・ジュンカイ Karry Wang        | （2017年） | 1999年9月21日（25歳）  | カリー、小凱     | O型    | 中国 重慶市 | ■青    | リーダー、 ボーカル、ラップ | ギター             |
| 王源 ワン・ユェン Roy Wang                | （2020年） | 2000年11月8日（24歳）  | ロイ             | B型    | 中国 重慶市 | ■緑    | ボーカル、ピアノ            | 作詞、作曲、ピアノ |
| 易烊千璽 イー・ヤンチェンシー Jackson Yee | （2019年） | 2000年11月28日（24歳） | ジャクソン、烊烊 | O型    | 中国 湖南省 | ■赤    | サブボーカル、ダンス        | ダンス、書道、楽器 |

## 経歴
2013年8月6日、TF家族のメンバーとして活動していた王俊凱、王源に、易烊千璽を加えて結成。10月18日に「Heart夢・出発」をリリースし、メジャーデビューした。
2014年3月13日、シングル「魔法城堡（魔法のお城）」をリリース。8月3日にはデビュー1周年記念のファンミーティングを行った。8月16日、シングル「青春修練手册（青春マニュアルノート）」のMVが公開され、Vチャートにて5週間連続1位（V5）を記録される。10月17日、「青春修練手册」をリリース。
2015年8月15日、デビュー2周年記念ライブを行った。12月29日、ミニアルバム「大夢想家（Big Dreamer）」を全アジアでリリース。
2016年1月1日、新年を記念してシングル「不完美小孩（完璧ではない子）」をリリース。2月7日、CCTV春節聯歓晩会で「幸福成長」を披露。9月9日、シングル「小精靈」をリリース。
2017年7月、CM撮影のため来日。
2017年8月11日 - 13日、南京でデビュー4周年記念コンサート「ALIVE FOUR演唱会」を開き、九寨溝地震の被災地支援のために100万人民元を寄付した。
2023年8月6日、西安オリンピックスポーツセンターでデビュー10周年記念コンサート「TFBOYS十年之約演唱会」を開いた。チケットの当選確率は0.008％と報じられ、「TFBOYSチケット争奪」などの関連キーワードが微博の検索ランキングで上位を占めた。

## ディスコグラフィ

### シングル
| #  | リリース日     | タイトル 原題                     | 収録アルバム         |
| -- | -------------- | --------------------------------- | -------------------- |
| 1  | 2013年10月4日  | Heart夢・出発                     | Heart夢・出発        |
| 2  | 2014年3月13日  | 魔法のお城 魔法城堡               |                      |
| 3  | 2014年7月4日   | 想唱就唱                          |                      |
| 4  | 2014年8月6日   | 為夢想、時刻準備著                |                      |
| 5  | 2014年9月1日   | 開學第一課                        |                      |
| 6  | 2014年11月17日 | 青春マニュアルノート 青春修練手冊 | 青春マニュアルノート |
| 7  | 2015年4月14日  | 恋西遊                            |                      |
| 8  | 2016年1月1日   | 完璧ではない子 不完美小孩         | 我們的時光           |
| 9  | 2015年12月14日 | 夢想天灯2016（ft. 羽泉）          |                      |
| 10 | 2016年5月20日  | 守護家                            |                      |
| 11 | 2016年7月4日   | 未来の進撃 未来的進擊             |                      |
| 12 | 2016年10月12日 | 不息の河 不息之河                 |                      |
| 13 | 2016年12月30日 | 蛍火                              | 我們的時光           |
| 14 | 2017年6月30日  | 同一秒快楽                        |                      |
| 15 | 2017年7月3日   | 加油!AMIGO                        |                      |
| 16 | 2017年8月10日  | 我們的時光                        | 我們的時光           |
| 17 | 2017年12月15日 | かくれんぼ 躲貓貓                 | 我們的時光           |
| 18 | 2023年8月5日   | 明天見                            |                      |

### オリジナルアルバム
| ＃ | リリース日     | タイトル   | 収録曲 |
| -- | -------------- | ---------- | --- |
| 1  | 2017年12月15日 | 我們的時光 | 1. 我們的時光 2. かくれんぼ 躲貓貓 3. 完璧ではない子 不完美小孩 4. It's You 是你 5. 小精靈 6. 小棉袄 7. 長大以後的世界 8. 你說 9. 真心話太冒險 10. 蛍火 |

### ミニアルバム・EP
| ＃ | リリース日     | タイトル             | 収録曲 |
| -- | -------------- | -------------------- | --- |
| 1  | 2013年10月17日 | Heart夢・出発        | 1. Heart 2. 夢の出航 夢想起航 3. 愛を目指して 愛出発                                                                      |
| 2  | 2014年11月17日 | 青春マニュアルノート | 1. 青春マニュアルノート 2. ラッキーシンボル 幸運符号 3. 幸せの島 快楽環島 4. 信仰の名 信仰之名                            |
| 3  | 2015年12月18日 | Big Dreamer 大夢想家 | 1. Big Dreamer 2. 君を可愛がりたい 寵愛 3. 残りわずかの夏 剩下的盛夏 4. 様YOUNG 樣YOUNG 5. 少年へ 少年說 6. Love with you |
| 4  | 2018年8月17日  | 喜歓你               | 1. 喜歓你 2. 最好的那年                                                                                                   |
| 5  | 2019年8月5日   | 第一次告白           | 1. 第一次告白 2. 我的朋友                                                                                                 |
| 6  | 2020年8月6日   | 和你在一起           | 1. 和你在一起 2. 灯火 |

### カバー曲
| # | リリース日    | タイトル    |
| - | ------------- | ----------- |
| 1 | 2015年5月31日 | 赤とんぼ/愛 |

### 参加作品
- 世界エイズデー 特別チャリティーキャンペーン（2016年11月30日）

PR曲「瞳孔裡的太陽」（V.A.）
- A.I. 愛（ワン・リーホン、2017年12月11日）

M5.「Tonight Forever」（feat. ワン・リーホン）
- CCTV『春節聯歓晩会2018』演出曲目（2018年2月11日）

「贊贊新時代」（V.A.）
- CCTV『春節聯歓晩会2019』演出曲目（2018年2月15日）

「我和2035有個約」
- CCTV『春節聯歓晩会2019』演出曲目（2019年2月2日）

「我們都是追夢人」（V.A.）

## タイアップ一覧
| 起用年 | 曲名                     | タイアップ先                                                  |
| ------ | ------------------------ | ------------------------------------------------------------- |
| 2014   | 魔法のお城               | 映画『ロコ・キングダム3』PR曲                                 |
| 2014   | 想唱就唱                 | ドキュメンタリー『我就是我』主題歌                            |
| 2014   | 開學第一課               | 番組『開學第一課』主題歌                                      |
| 2014   | ラッキーシンボル         | 「星鑽積木」CMソング                                          |
| 2014   | 幸せの島                 | ドキュメンタリー『TFBOYS偶像手記』主題歌                      |
| 2014   | 信仰の名                 | ゲーム「熱力賽車」主題歌                                      |
| 2015   | 恋西遊                   | ゲーム「夢幻西遊2」主題歌                                     |
| 2016   | 夢想天灯2016（ft. 羽泉） | 康師傅「紅焼牛肉面」CMソング                                  |
| 2016   | 守護家                   | P&G「セーフガード」CMソング                                   |
| 2016   | 未来の進撃               | ドラマ『超少年密碼』テーマソング                              |
| 2016   | 信仰の名                 | ドラマ『超少年密碼』劇中歌                                    |
| 2016   | 様YOUNG                  | ドラマ『超少年密碼』劇中歌 ドラマ『小別離』エンディングテーマ |
| 2016   | Big Dreamer              | ドラマ『小別離』劇中歌                                        |
| 2016   | 給我的快楽               | コカ・コーラ「ファンタ」CMソング                              |
| 2016   | 不息の河                 | 映画『勇士』主題歌                                            |
| 2017   | 同一秒快楽               | バラエティ番組「快楽大本営」20周年主題歌                      |
| 2017   | 信仰の名                 | ドラマ『我們的少年時代』テーマソング                          |
| 2017   | 加油！AMIGO              | ドラマ『我們的少年時代』オープニングテーマ                    |
| 2017   | 蛍火                     | ドラマ『我們的少年時代』エンディングテーマ                    |
| 2017   | It's You                 | ドラマ『我們的少年時代』劇中歌                                |
| 2018   | 最好的那年               | TFBOYS五周年記念ソング                                        |
| 2018   | 喜歓你                   | 七夕限定曲                                                    |

## 出演

### 映画[11]
- Pound of Flesh（2015年3月23日公開） - 歌手 役[12]
- ロクさん 老炮児（2015年12月24日公開） - 病院のボランティア歌手 役[13]

### テレビドラマ[11]
| 作品タイトル                   | 時間          | 制作局           | 役名（王俊凱）     | 役名（王源）       | 役名（易烊千璽） |
| ------------------------------ | ------------- | ---------------- | ------------------ | ------------------ | ---------------- |
| 超少年密碼                     | 2016年7月11日 | LETV             | 夏常安/SOUL 001    | 隋玉/SOUL 002      | 諶浩軒           |
| 青雲志 〜天に誓う想い〜 青雲志 | 2016年7月31日 | 湖南テレビ       | 林驚羽（少年時代） | 張小凡（少年時代） | 小七             |
| 小別離                         | 2016年8月15日 | BTV / 浙江テレビ | 李想               | 王峻               | 宋雲哲           |
| 我們的少年時代                 | 2017年7月9日  | 湖南テレビ       | 鄔童               | 班小松             | 尹柯             |

### ドキュメンタリー・情報番組[11]
- The Fighting Boys 加油男孩（2017年1月22日、中国中央テレビ）

### バラエティ番組[11]

#### レギュラー出演
- TF少年GO 
  - 第1シーズン（2013年11月15日 - 2014年6月20日、iQIYI）
  - 第2シーズン（2014年10月17日 - 12月19日、iQIYI）
  - 第3シーズン（2015年3月6日 - 5月1日、湖南テレビ）
- 源文在哪児（2013年11月22日 - 12月6日）
- TFBOYS偶像手記（2014年9月13日 - 10月12日、iQIYI）
- Run For Time 全員加速中 シーズン1（2015年11月6日 - 2016年1月1日、湖南テレビ）[14]

#### ゲスト出演
| 年度   | 放送日   | 番組タイトル | 放送局         |
| ------ | -------- | ------------ | -------------- |
| 2014年 | 5月31日  | 快楽大本営   | 湖南テレビ     |
| 2014年 | 8月9日   | 我們一起來!  | 上海広播電視台 |
| 2014年 | 8月14日  | 少年中国強   | CCTV           |
| 2014年 | 9月1日   | 開學第一課   | CCTV           |
| 2014年 | 12月16日 | 天天向上     | 湖南テレビ     |
| 2014年 | 12月26日 | 夢想星搭檔   | CCTV           |
| 2015年 | 2月14日  | 瘋狂的麦咭   | 金鷹卡通       |
| 2015年 | 11月14日 | 瘋狂的麦咭   | 金鷹卡通       |
| 2015年 | 4月4日   | 快楽大本営   | 湖南テレビ     |
| 2015年 | 6月6日   | 快楽大本営   | 湖南テレビ     |
| 2015年 | 7月22日  | 娯楽百分百   | GTV八大電視    |
| 2015年 | 8月10日  | 娯楽百分百   | GTV八大電視    |
| 2015年 | 7月27日  | 康熙来了     | 中天総合台     |
| 2015年 | 8月22日  | 偶像来了     | 湖南テレビ     |
| 2015年 | 9月4日   | 開學第一課   | CCTV           |
| 2015年 | 9月6日   | 挑戦不可能   | CCTV           |
| 2015年 | 11月29日 | 加油小當家   | 江蘇テレビ     |
| 2015年 | 12月6日  | 加油小當家   | 江蘇テレビ     |
| 2016年 | 1月29日  | 最強大脳     | 江蘇テレビ     |
| 2016年 | 2月19日  | 最強大脳     | 江蘇テレビ     |
| 2016年 | 2月14日  | 面対面       | CCTV           |
| 2016年 | 3月11日  | 王牌対王牌   | 浙江テレビ     |
| 2016年 | 7月23日  | 快楽大本営   | 湖南テレビ     |
| 2016年 | 7月31日  | 加油！向未来 | CCTV           |
| 2016年 | 9月1日   | 開學第一課   | CCTV           |
| 2016年 | 11月6日  | 挑戦不可能   | CCTV           |
| 2017年 | 1月29日  | 王牌対王牌   | 浙江テレビ     |
| 2017年 | 3月18日  | 王牌対王牌   | 浙江テレビ     |

### 音楽番組
- CCTV中秋晩会（2014年9月8日、2015年9月27日、2016年9月15日、CCTV）
- 湖南テレビ中秋之夜（2014年9月8日、2015年9月27日、2016年9月15日、湖南テレビ）
- 網絡春節聯歓晩会（2015年2月11日、CCTV）
- 北京電視台春節聡歓晩会（2015年2月19日、北京テレビ）
- 在一起喜洋洋 小年夜（2015年2月12日、湖南TV）
- CCTV過年七天楽（2015年2月23日、CCTV）
- 中央電視台六一晩会（2015年6月1日、2016年6月1日、CCTV）
- 天猫2015ダブルイレブン狂歓夜（2015年11月10日、湖南テレビ）
- 2016湖南テレビ元宵喜楽会（2016年2月22日、湖南テレビ）
- 天猫2016ダブルイレブン狂歓夜（2016年11月10日、湖南テレビ）

#### CCTV春節聯歓晩会出場歴
| 時間          | 回 | 曲目 |
| ------------- | -- | --- |
| 2016年2月7日  | 初 | 幸福成長 |
| 2017年1月27日 | 2  | 美麗中國年 |
| 2018年2月14日 | 3  | 我和2035有個約 |
| 2019年2月4日  | 4  | 我們都是追夢人 |
| 2020年1月24日 | 5  | 爸爸媽媽（王俊凱 ft. 李栄浩、于毅） 青春の始まり（易烊千璽 ft. ジャクソン、羅志祥） 再次相約二十年（王源 ft. 張韶涵、徐子崴、楊紫） |

#### 年越しコンサート出場歴
| 時間            | 制作局     | 曲目                                                                                   | メンバー個人                                                   |
| --------------- | ---------- | -------------------------------------------------------------------------------------- | -------------------------------------------------------------- |
| 2014年 - 2015年 | 江蘇テレビ | 幸せの島、ラッキーシンボル、青春マニュアルノート                                       |                                                                |
| 2015年 - 2016年 | 湖南テレビ | 2015 - 2016メドレー （Heart〜君を可愛がりたい〜Big Dreamer〜完璧ではない子〜赤とんぼ） |                                                                |
| 2016年 - 2017年 | 湖南テレビ | 是你、蛍火                                                                             | 観覧車の思い（王俊凱） 長大以後的世界（王源） 你說（易烊千璽） |
| 2017年 - 2018年 | 湖南テレビ | 躲貓貓、我們的時光                                                                     | 煥藍・未来（王俊凱） 十七（王源） Nothing to Lose（易烊千璽）  |
| 2018年 - 2019年 | 湖南テレビ | 最好的那年、喜歓你                                                                     | 醒著（王俊凱） 我不知道（王源） Don't Tie Me Down（易烊千璽）  |
| 2019年 - 2020年 | 湖南テレビ | 第一次告白、明天會更好（ft. The Wynners）、我的朋友                                    | 流星（王俊凱） 源（王源） 冷静和熱情之間（易烊千璽）           |

### CM
- 歩歩高（2014年 ）
- 雅客食品（2014年 ）
- コカ・コーラ「ファンタ」（2015年 - 2017年）
- 康師傅「紅焼牛肉面」（2015年 - 2017年）
- 高德地図（2016年 - 2017年）
- 蒙牛乳業 酸牛奶（2015年 - ）
- 360携帯アプリ（2015年 - ）

### 映像作品
- OPPO 「R9」「僕は君のTFphone」我是你的TFphone （2016年5月17日）
- OPPO 「見えないカレ」看不見的他 （2017年9月11、12、13日）

## 受賞歴
- 第二回 音悦Vチャート年度アワーズ 国内最高人気歌手・中継人気賞（2014年4月15日）
- 2015アイチイの夜（愛奇芸之夜） 年度金曲賞・最受歓迎グループ（2014年12月6日）
- 2014ウェイボーの夜（微博之夜） ウェイボー年度公益貢献賞（2015年1月15日）
- 2015QQ音楽年度アワーズ 最受歓迎グループ・新势力グループ（2015年3月25日）
- 第22回 东方風雲チャート音楽アワーズ 最優秀グループ・年度風雲グループ（2015年3月30日）
- 第三回 音悦Vチャート年度アワーズ 国内最高人気歌手・音悦中継最高人气歌手・国内年度風向芸人（2015年4月11日）
- 第15回 2015音楽風雲チャート年度アワーズ 年度最受歓迎グループ・年度最受歓迎歌（2015年4月13日）
- 2016QQ音楽年度アワーズ 最受歓迎グループ（2016年3月23日）
- 第16回 2015音楽風雲チャート年度アワーズ 最受歓迎グループ（2016年4月9日）[15]
- 第四回 音悦Vチャート年度アワーズ 国内最佳グループ（2016年4月10日）
- 城市至尊音乐盛典 年度听众最爱团体（2016年6月11日）
- アジア新歌榜 2016年度最佳グループ（2016年9月27日）
- 移动视频风云盛典 年度偶像先锋（2016年12月25日）
- 2016ウェイボーの夜（微博之夜）ウェイボーキング（2017年1月16日）[16]
- 第五回 音悦Vチャート年度アワーズ　国内最佳グループ（2017年4月9日）
- 网易娱乐跨界盛典 年度跨界最具榜样力量组合（2017年7月19日）[17]
- アジア新歌榜 最佳グループ（2017年8月27日）[18]